# Associação Sportiva Sociedade Unida
L'Associação Sportiva Sociedade Unida, conegut com a ASSU, és un club de futbol brasiler de la ciutat d'Assu a l'estat de Rio Grande do Norte. Els seus colors són verd i blanc i disputa el campionat potiguar.

## Història
El club nasqué el 10 de gener de 2002 després de la retirada del Clube Atlético Piranhas del campionat estatal. Amb l'estadi del municipi recentment inaugurat, persones relacionats a l'esport de la ciutat es mobilitzaren per a cobrir la vacant del campionat, anant darrera de clubs amateurs locals, entre d'altres un club anomenat Portuguesa. Finalment van decidir crear un club professional des de zero, anomenat Associação Sportiva Sociedade Unida.
El club va disputar el campionat estatal un mes després de la seva fundació finalitzant en vuitena posició. Els anys següents, fa campanyes regulars al campionat, fins que el 2005 va arribar a les semifinals del estatal, perdent davant l'Amèrica per 3-0, obtenint l'oportunitat de jugar a la Sèrie C brasilera.
El any 2009, el club assoleix el seu millor resultat, guanyant la primera ronda del campionat, després d'empatar amb el Santa Cruz per 2-2. Això el classificà per disputar la final amb el campió de la segona ronda, el Potyguar Seridoense de Currais Novos. L'ASSU es proclamà campió del campionat regional després de perdre 2-1 en l'anada i remuntar 4-1 en la tornada. Amb el títol el club es classificà per la quarta divisió brasilera i la Copa do Brasil de 2010. En la copa brasilera el club fou eliminat per l'Atlético Goianiense. L'any 2014 el club descendí per primer cop a segona divisió. Un any més tard, guanyà la segona categoria i tornà a ascendir. L'any 2017, el club es classifica per a la quarta divisió brasilera, competint per primera vegada en un campionat nacional.

## Estadi
L'Associação Sportiva Sociedade Unida disputa els seus partits com a local a l'Estadi Edgar Borges Montenegro, conegut com a Edgarzão. Fundat en 2001, l'estadi pertany a la Liga Assuense de Desportos i té una capacitat per a 4.000 espectadors.

## Uniforme
- Uniforme titular: Samarreta verde i barres blancs, pantaló verd, calces verds.
- Uniforme alternatiu: Samarreta blanca amb barres verds, pantaló blanc, calces blancs.

| Primer uniforme | Segon uniforme |

## Palmarès
- Campionat potiguar:
  - 2009
- Copa Rio Grande do Norte:
  - 2009
- Segona divisió potiguar:
  - 2015

## Jugadors destacats
- Marcelo
- Luciano Paraíba
- Leandro Mineiro
- Diego Lomba